# 프란체스코 그라치아니
프란체스코 "치초" 그라치아니(이탈리아어: Francesco "Ciccio" Graziani franˈtʃesko ˈtʃittʃo ɡratˈtsjaːni[*], 1952년 12월 16일, 라치오 주 수비아코 ~)는 이탈리아의 전 축구 선수이자 감독으로 현역 시절 공격수로 활약했다.
그는 1970년에 아레초에서 신고식을 치르고 1973년에 토리노에 합류하여 1981년까지 이 곳에서 활동하며 1976년에 세리에 A를 우승하고 1977년에는 세리에 A 득점왕으로 최고 총잡이에 등극했다. 토리노에서 122골을 넣은 그는 발렌티노 마촐라(123골)에 이어 구단 역사상 최다 득점 7위에 이름을 올렸다. 그는 이후 피오렌티나로 이적해 간발의 차이로 1년차에 세리에 A 우승을 날렸고, 1983년부터 1986년까지는 로마에서 활동하며 코파 이탈리아를 2번 우승하고 1984년 유러피언컵 결승전에 진출했다. 그는 우디네세에서 2년 더 활약한 뒤 1988년에 오스트레일리아의 APIA 레이하트에서 은퇴했다.
국가대항전에서, 그는 이탈리아 국가대표팀 일원으로 활약하며 1982년 월드컵 우승에 일조했고, 1978년 월드컵과 유로 1980에서도 4위로 선전했다. 23번의 득점을 기록한 그라치아니는 이탈리아 국가대표팀 역대 최다 득점 9위이다.(크리스티안 비에리와 득점 횟수 동률)
그의 아들 가브리엘레도 프로 축구 선수로 활동했다. 그는 천주교 신자이기도 하다.

## 클럽 경력
그라치아니는 로마 도 수비아코 출신이다. 신체 조건이 뛰어나며 골 결정력이 살아있는 스트라이커인 그라치아니는 베티니 콰드라로에서 축구를 시작한 후 아레초를 거쳐 1973년에 토리노로 합류했다. 그라치아니는 8년 동안 토리노에서 활약했는데, 1973년 11월 18일 삼프도리아와의 경기에서 세리에 A 신고식을 치르고 같은 해 12월 16일에 볼로냐와의 경기에서 1부 리그 첫 득점을 기록했다. 그라치아니는 8년을 통틀어 토리노의 289번의 경기에 출전해 122골을 기록했고, 대회별로 기록한 통계는 다음과 같다: 리그에서 221경기 출전 97골 득점, 코파 이탈리아에서 45경기 출전 17골 득점, 그리고 유럽대항전에서 23경기 출전 8골 득점. 그는 1975-76 시즌에 방패(Scudetto)를 토리노로 가져왔다.
그 이듬해인 1976-77 시즌, 그라치아니는 21골을 득점해 21골을 득점했다. 그는 같은 시기 파올로 풀리치와 함께 골잡이 쌍둥이(I gemelli del gol)로 묶여 불렸다. 그는 1980년에 토리노의 코파 이탈리아 결승행을 도왔지만, 로마의 올림피코에서 열린 결승전에서 로마를 상대로 승부차기에서 실축하며 준우승에 머물렀다.
페치가 토리노를 떠날 당시, 그라치아니도 같이 이적했는데, 1981년에 피오렌티나로 이적해 2년을 활약했으나, 1981-82 시즌에는 승점 1점차로 리그 우승을 안타깝게 놓쳤다.
1983년, 그는 로마로 이적했다. 그라치아니는 로마에서 코파 이탈리아를 2번(1984, 1986) 우승했고, 1984년 유러피언컵 결승전에 올랐지만, 리버풀을 상대로 안방인 로마의 올림피코에서 열린 경기에 승부차기로 패했다.(그라치아니도 이 경기 승부차기 주자로 나서서 실축했다)
우디네세에서 2년을 보내고 오스트레일리아 내셔널 사커 리그의 APIA 레이하트에서 잠깐 활약한 그라치아니는 1988년에 은퇴했다. 그는 현역 시절에 이탈리아 세리에 A 총 353번의 경기에 출전해 130골을 기록했다.

## 국가대표팀 경력
그라치아니는 이탈리아 국가대표팀의 주축 선수로도 활약했다. 그는 1978년 월드컵에서 푸른 군단(Azzurri)을 대표로 참가해 파올로 로시의 후보 선수를 맡았고, 대회를 4위로 마감했고, 안방에서 열린 유로 1980에서는 4경기에 출전해 1골을 득점했는데, 이번 대회에서는 조별 리그 2위를 차지해 4위로 또 대회를 마무리했다. 그의 첫 국가대표팀 경기는 1975년 4월 19일, 로마에서 열린 폴란드와의 경기로, 득점 없이 무승부로 끝났고, 첫 골은 1976년 4월 7일에 열린 포르투갈과의 안방 경기에서 터졌다.

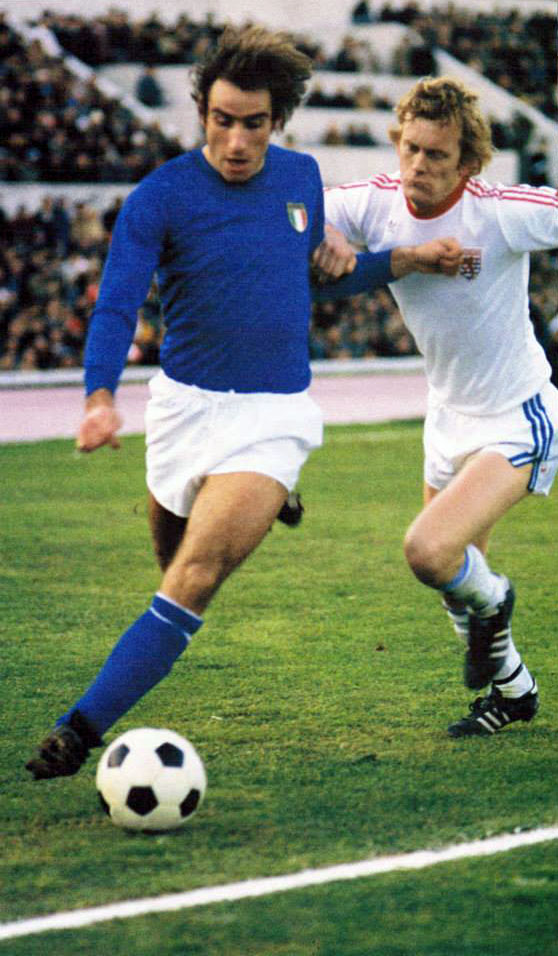
1977년, 이탈리아 국가대표팀의 그라치아니

그라치아니는 이탈리아가 1982년 월드컵 우승 거두는 과정에서 결정적인 순간을 연출했다: 그는 이 대회 카메룬과의 1차 조별 리그 최종전에서 득점을 기록해 1-1 무승부로 이끌었고, 푸른 군단은 다득점에서 아프리카에서 온 경쟁국을 제치고 2차 조별 리그에 올랐다. 이 골은 그라치아니의 마지막 국가대표팀 득점이기도 했다. 그라치아니는 이탈리아의 그 대회 모든 경기에 출전하며 이탈리아의 우승에 일조했다. 그러나, 서독과의 결승전에서 7분 만에 볼프강 드렘러와 어깨 충돌로 부상당하며 알레산드로 알토벨리와 교체되어 나갔다. 이 경기에서 3-1로 이긴 이탈리아는 대회 통산 3번째 우승을 거두었다. 그라치아니의 마지막 이탈리아 국가대표팀 경기는 1983년 5월 29일, 0-2로 패한 스웨덴과의 유로 1984 예선전 경기였다.
2007년 7월 27일, 그는 1982년 월드컵 결승전 25주년 기념으로 슈투트가르트에서 열린 국가대표팀 경기에도 출전해 2골을 넣었고, 경기 결과는 4-4였다. 그는 1975년부터 1983년까지 64번의 국가대표팀 경기에서 23골을 기록해 국가대표팀 역대 최다 득점 9위에 이름을 올렸다.

## 경기 방식
"치초"(Ciccio)라는 별칭이 붙은 그라치아니는 다재다능하고 결정력이 뛰어난 공격수로, 골문 앞에서 침착하며, 주 공격수로서의 능력도 검증되었지만, 동료와 협업에도 능해 창의적인 중원 자원이나 측면에서도 자신의 역할을 수행할 수 있었다. 비록 유망주 시절에는 특출하게 재능이 있던 것은 아니었지만, 현역 시절 들어 기술적 소질에 일취월장을 거듭했다. 이 특성과 투지, 효율, 골 냄새를 맞는 능력, 정확한 머리 겨냥, 공중 경합력, 그리고 신체적 조건을 결합해 중앙 공격수로 최적화되었다.

## 감독 경력
그라치아니는 여러 구단을 지도했지만, 큰 성과를 거두지 못했다: 그는 전 소속 구단 피오렌티나를 1989-90 시즌에 지도했지만, 강등을 간신히 피했고, UEFA컵 결승전에 오르기도 했다. 이후 그는 1990년에 레지나를 지도했고, 1993년에는 아벨리노를 지도했다. 이후, 그는 2001-02 시즌에 세리에 C1의 카타니아 단장을 맡다가 감독이 되어 시칠리아 연고 구단을 사상 처음으로 세리에 B에 올려놓았다.
그는 이후, 이듬해의 9경기를 지도하고 사표를 제출했고, 2003-04 시즌에 세리에 C2의 몬테바르키를 지도했지만, 큰 성과를 거두지 못하고 시즌 끝에 해고되었다.
2004년부터 2006년까지 그는 에밀리아-로마냐 연고의 에첼렌차에 속한 체르비아를 지도했고, 이는 이탈리아의 리얼리티쇼 패왕 - 꿈(Campioni – Il Sogno)에서 소재로 다루어졌다. 그는 소속 구단을 이끌고 세리에 D 승격을 이룩했고, 대중에 리그 경기에서 특유의 다혈질적인 성격으로 흥미를 끌었다. 이후, 그는 메디아셋에서 축구 평론가로 활동했다.

## 수상

### 선수
토리노
- 세리에 A: 1975–76
- 코파 이탈리아 준우승: 1979–80

로마
- 코파 이탈리아: 1983–84, 1985–86
- 유러피언컵 준우승: 1983–84

이탈리아
- 월드컵: 1982

개인
- 세리에 A 득점왕: 1976–77 (21골)[11]
- 코파 이탈리아 득점왕: 1980–81 (5골)[12]
- 토리노 명예의 전당: 2017[13]
- 피오렌티나 명예의 전당: 2019[14]

### 감독
체르비아
- 에첼렌차: 2004–05 (B조)